# 時の雫
「時の雫」（ときのしずく）は、GLAYの29作目のシングル。2004年1月28日に発売された。

## 解説
- GLAYデビュー10周年イヤー第1弾シングル。シングルとしては4年ぶりとなる1月発売の作品。テレビ朝日系ドラマ『スカイハイ2』主題歌となった。カップリングに12thシングル「HOWEVER」のリアレンジバージョンも収録されている。
- 前作はコピーコントロールCD仕様だったが、本作は従来通りCD-DA規格でリリースされた。
- もともとは女性アーティストに提供する予定の曲だったが、JIROの一声でGLAYの楽曲としてリリースされた。

## 収録曲
1. 時の雫
  - 作詞・作曲：TAKURO

ストリングスを強調したバラードナンバーで、演奏時間は7分を超える。ドラムパートは打ち込みと生ドラムを使い分けている。
2. そして、これからも
  - 作詞・作曲：TAKURO

ライブではTERUがアコースティックギターを演奏。
3. HOWEVER (inspired by HIGHCOMMUNICATIONS)
  - 作詞・作曲：TAKURO

12thシングルのリアレンジバージョン。前年に行われたHIGHCOMMUNICATIONS TOURでのTERUによる鍵盤弾き語りが元となっている。
4. 時の雫 (Radio edit)
イントロとアウトロのストリングスパートを省略したバージョン。ラジオの他、PVもこちらのバージョンが使用されている。
バラードベストアルバム『-Ballad Best Singles- WHITE ROAD』にはこちらのバージョンが収録されている。

## 収録アルバム
時の雫
- THE FRUSTRATED
- THE GREAT VACATION VOL.1 〜SUPER BEST OF GLAY〜
- REVIEW II -BEST OF GLAY-
- THE FRUSTRATED Anthology (リミックスバージョン)

そして、これからも
- rare collectives vol.3

HOWEVER (inspired by HIGHCOMMUNICATIONS)
- rare collectives vol.3

時の雫 (Radio edit)
- -Ballad Best Singles- WHITE ROAD